# Le Ballon (Vallotton)
Pour les articles homonymes, voir Le Ballon.
Le Ballon (ou Coin de parc avec enfant jouant au ballon) est un tableau de Félix Vallotton réalisé en 1899 et conservé au musée d'Orsay, à Paris. 
Il s'agit de l'œuvre la plus connue du peintre nabi suisse.

## Description
Dans une zone sablonneuse éclairée en partie par le soleil,  un enfant, émergeant de la partie ombrée, court derrière une balle rouge dans un parc. Plongé dans l'ombre, d'une couleur marron éteinte, un ballon, qui semble abandonné à sa nuit par l'enfant qui court vers la lumière et une petite balle rouge. A l'arrière-plan, dans une partie verdoyante, deux personnages féminins en robe longue, l'une blanche, l'autre bleue. 
La perspective plongeante écrase la représentation du personnage de l'enfant caché en partie sous son large chapeau de paille et les pans de son habit blanc flottant dans sa course vers le ballon. Les personnages au loin, même dans leur taille réduite par la distance, sont restitués dans une posture verticale naturelle par le jeu de l'horizon placé haut dans le tableau, émergeant de la masse de verdure qui remplit la moitié haute de la composition organisée par une rupture en arc de cercle séparant le tableau en oblique montante, du coin bas à gauche au tiers du côté droit, marquant la limite de l'allée sablonneuse.
À remarquer l'absence de ciel dans ce tableau d'une scène ensoleillée, seules les couleurs blanche et bleue des femmes au loin évoquent le ciel et ses nuages.